# UCI Asia Tour
El UCI Asia Tour es una de las competiciones de ciclismo en ruta masculino en la que está dividida los Circuitos Continentales UCI. Como indica su nombre, hace referencia a las competiciones ciclistas profesionales realizadas en Asia que están dentro de estos Circuitos Continentales así como a los equipos ciclistas UCI ProTeam (segunda categoría) y Continentales (tercera categoría) registrados en dicho continente.
La calidad y complejidad de las competiciones es lo que determina la categoría de la misma y la cantidad de puntos otorgados a los ganadores. Las categorías de la UCI por nivel que se disputan en este "Tour" son:
- Pruebas de etapas: 2.1 y 2.2
- Pruebas de un día: 1.1 y 1.2
- Campeonatos Continentales: CC

Más los campeonatos nacionales que también son puntuables aunque no estén en el calendario.

## Palmarés

### Individual
| Palmarés individual UCI Asia Tour | Palmarés individual UCI Asia Tour           | Palmarés individual UCI Asia Tour             | Palmarés individual UCI Asia Tour                                | Palmarés individual UCI Asia Tour |
| Edición                           | Ganador individual (equipo del ganador)     | Segundo (equipo del segundo)                  | Tercero (equipo del tercero)                                     |                                   |
| --------------------------------- | ------------------------------------------- | --------------------------------------------- | ---------------------------------------------------------------- | --------------------------------- |
| 2005                              | Andrey Mizourov ( CAPEC)                    | Ryan Cox ( Barloworld-Valsir)                 | Martin Mares ( Ed' System-ZVVZ)                                  |                                   |
| 2005-2006                         | Ghader Mizbani ( Giant Asia Racing)         | Hossein Askari ( Giant Asia Racing)           | Ahad Kazemi (sin equipo profesional)                             |                                   |
| 2006-2007                         | Hossein Askari ( Giant Asia Racing)         | Ghader Mizbani ( Giant Asia Racing)           | Takashi Miyazawa ( Nippo Corporation-Meitan Hompo Co. Ltd-Asada) |                                   |
| 2007-2008                         | Hossein Askari ( Tabriz Petrochemical)      | Ghader Mizbani ( Tabriz Petrochemical)        | Hossein Nateghi ( Tabriz Petrochemical)                          |                                   |
| 2008-2009                         | Ghader Mizbani ( Tabriz Petrochemical)      | Andrey Mizourov ( Tabriz Petrochemical)       | Boris Shpilevsky (sin equipo profesional)                        |                                   |
| 2009-2010                         | Mahdi Sohrabi ( Tabriz Petrochemical)       | Hossein Askari ( Tabriz Petrochemical)        | Ghader Mizbani ( Tabriz Petrochemical)                           |                                   |
| 2010-2011                         | Mahdi Sohrabi ( Tabriz Petrochemical)       | Muradjan Halmuratov ( Giant Kenda)            | Amir Zargari ( Tabriz Petrochemical)                             |                                   |
| 2011-2012                         | Hossein Alizadeh ( Tabriz Petrochemical)    | Stefan Schumacher ( Christina Watches-Onfone) | Andrea Guardini ( Farnese Vini-Selle Italia)                     |                                   |
| 2012-2013                         | Julián Arredondo ( Nippo-De Rosa)           | Alois Kaňkovský ( ASC Dukla Praha)            | Ghader Mizbani ( Tabriz Petrochemical)                           |                                   |
| 2013-2014                         | Mirsamad Pourseyedi ( Tabriz Petrochemical) | Boris Shpilevsky ( RTS-Santic)                | Alois Kaňkovský ( Dukla Praha)                                   |                                   |
| 2015                              | Mirsamad Pourseyedi ( Tabriz Petrochemical) | Jakub Mareczko ( Southeast)                   | Andrea Palini ( Sky Dive Dubai)                                  |                                   |
| 2016                              | Mark Cavendish ( Dimension Data)            | Peter Sagan ( Tinkoff)                        | Giacomo Nizzolo ( Trek-Segafredo)                                |                                   |
| 2017                              | Mauricio Ortega ( RTS-Monton Racing)        | Alexey Lutsenko ( Astana)                     | Jakub Mareczko ( Wilier Triestina-Selle Italia)                  |                                   |
| 2018                              | Alexey Lutsenko ( Astana)                   | Benjamin Dyball ( St George Continental)      | Artem Ovechkin ( Terengganu)                                     |                                   |
| 2019                              | Alexey Lutsenko ( Astana)                   | Xianjing Lyu ( Hengxiang)                     | Yevgeniy Gidich ( Astana)                                        |                                   |
| 2020                              | Alexey Lutsenko ( Astana)                   | Yevgeniy Fedorov ( Vino-Astana Motors)        | Hideto Nakane ( NIPPO DELKO One Provence)                        |                                   |
| 2021                              | Alexey Lutsenko ( Astana-Premier Tech)      | Nariyuki Masuda ( Utsunomiya Blitzen)         | Jambaljamts Sainbayar ( Terengganu)                              |                                   |
| 2022                              | Alexey Lutsenko ( Astana Qazaqstan)         | Jambaljamts Sainbayar ( Terengganu Polygon)   | Igor Chzhan ( Almaty)                                            |                                   |
| 2023                              | Alexey Lutsenko ( Astana Qazaqstan)         | Jambaljamts Sainbayar ( Terengganu Polygon)   | Yevgeniy Fedorov ( Astana Qazaqstan)                             |                                   |
| 2024                              | Alexey Lutsenko ( Astana Qazaqstan)         | Lyu Xianjing ( China Glory-Mentech)           | Yevgeniy Fedorov ( Astana Qazaqstan)                             |                                   |
| 2025                              | ( )                                         | ( )                                           | ( )                                                              |                                   |

### Equipos
| Palmarés equipos UCI Asia Tour | Palmarés equipos UCI Asia Tour | Palmarés equipos UCI Asia Tour               | Palmarés equipos UCI Asia Tour            | Palmarés equipos UCI Asia Tour |
| Edición                        | Ganador                        | Segundo                                      | Tercero                                   |                                |
| ------------------------------ | ------------------------------ | -------------------------------------------- | ----------------------------------------- | ------------------------------ |
| 2005                           | Giant Asia Racing              | Capec                                        | Barloworld-Valsir                         |                                |
| 2005-2006                      | Giant Asia Racing              | Skil-Shimano                                 | Relax-GAM                                 |                                |
| 2006-2007                      | Giant Asia Racing              | Nippo Corporation-Meitan Hompo co. Ltd-Asada | Serramenti PVC Diquigiovanni-Selle Italia |                                |
| 2007-2008                      | Tabriz Petrochemical           | Meitan Hompo-GDR                             | Skil-Shimano                              |                                |
| 2008-2009                      | Tabriz Petrochemical           | Azad University Iran                         | Giant Asia Racing                         |                                |
| 2009-2010                      | Tabriz Petrochemical           | Doha                                         | Ahad University Iran                      |                                |
| 2010-2011                      | Tabriz Petrochemical           | Ahad University                              | Giant Kenda                               |                                |
| 2011-2012                      | Terengganu                     | Tabriz Petrochemical                         | Christina Watches-Onfone                  |                                |
| 2012-2013                      | Tabriz Petrochemical           | Nippo-De Rosa                                | ASC Dukla Praha                           |                                |
| 2013-2014                      | Tabriz Petrochemical           | Dukla Praha                                  | La Pomme Marseille 13                     |                                |
| 2015                           | Bandera de ?                   | Bandera de ?                                 | Bandera de ?                              |                                |
| 2016                           | Bandera de ?                   | Bandera de ?                                 | Bandera de ?                              |                                |
| 2017                           | Bandera de ?                   | Bandera de ?                                 | Bandera de ?                              |                                |
| 2018                           | Bandera de ?                   | Bandera de ?                                 | Bandera de ?                              |                                |
| 2019                           | Bandera de ?                   | Bandera de ?                                 | Bandera de ?                              |                                |
| 2020                           | Sapura                         | Terengganu Inc-TSG                           | Vino-Astana Motors                        |                                |
| 2021                           | Terengganu                     | Vino-Astana Motors                           | Kuwait Pro Cycling Team                   |                                |
| 2022                           | Terengganu                     | Ukyo                                         | Almaty                                    |                                |
| 2023                           | Terengganu                     | Roojai Online Insurance                      | Ukyo                                      |                                |
| 2024                           | Terengganu                     | Ukyo                                         | Roojai Insurance                          |                                |
| 2025                           | Bandera de ?                   | Bandera de ?                                 | Bandera de ?                              |                                |

### Países
| Palmarés países UCI Asia Tour | Palmarés países UCI Asia Tour | Palmarés países UCI Asia Tour | Palmarés países UCI Asia Tour     | Palmarés países UCI Asia Tour |
| Edición                       | Ganador                       | Segundo                       | Tercero                           |                               |
| ----------------------------- | ----------------------------- | ----------------------------- | --------------------------------- | ----------------------------- |
| 2005                          | Kazajistán · (no entregado)   | Irán (no entregado)           | Japón (no entregado)              |                               |
| 2005-2006                     | Irán (no entregado)           | Japón (no entregado)          | Kazajistán · (no entregado)       |                               |
| 2006-2007                     | Irán ( Corea del Sur)         | Japón ( Irán)                 | Kazajistán · ( Malasia)           |                               |
| 2007-2008                     | Japón ( Irán)                 | Irán ( Malasia)               | Uzbekistán ( Uzbekistán)          |                               |
| 2008-2009                     | Kazajistán · ( Irán)          | Irán · ( Kazajistán)          | Japón ( Malasia)                  |                               |
| 2009-2010                     | Irán ( Irán)                  | Japón · ( Kazajistán)         | Kazajistán · ( Hong Kong)         |                               |
| 2010-2011                     | Irán ( Malasia)               | Japón ( Corea del Sur)        | Uzbekistán · ( Kazajistán)        |                               |
| 2011-2012                     | Kazajistán · ( Kazajistán)    | Japón ( Malasia)              | Malasia ( Japón)                  |                               |
| 2012-2013                     | Irán ( Hong Kong)             | Kazajistán · ( Kazajistán)    | Japón ( Irán)                     |                               |
| 2013-2014                     | Irán · ( Kazajistán)          | Kazajistán · ( Irán)          | Japón ( Malasia)                  |                               |
| 2015                          | Irán · ( Kazajistán)          | Kazajistán · ( Irán)          | Japón ( Corea del Sur)            |                               |
| 2016                          | Irán ( Corea del Sur)         | Kazajistán · ( Kazajistán)    | Japón ( Irán)                     |                               |
| 2017                          | Kazajistán · ( Kazajistán)    | Irán ( Japón)                 | Japón ( Corea del Sur)            |                               |
| 2018                          | Kazajistán · ( Kazajistán)    | Japón ( Japón)                | Hong Kong ( Hong Kong)            |                               |
| 2019                          | Kazajistán · ( Kazajistán)    | Irán ( China)                 | Japón ( Hong Kong)                |                               |
| 2020                          | Kazajistán · ( Kazajistán)    | Tailandia ( Tailandia)        | Japón ( Malasia)                  |                               |
| 2021                          | Kazajistán · ( Kazajistán)    | Japón ( Omán)                 | Mongolia ( Japón)                 |                               |
| 2022                          | Kazajistán · ( Kazajistán)    | Mongolia ( Uzbekistán)        | Japón ( Mongolia)                 |                               |
| 2023                          | Kazajistán · ( Uzbekistán)    | Mongolia · ( Kazajistán)      | Japón ( China)                    |                               |
| 2024                          | Kazajistán · ( Uzbekistán)    | Japón · ( Kazajistán)         | China · ( Emiratos Árabes Unidos) |                               |
| 2025                          | ()                            | ()                            | ()                                |                               |

## Carreras
| Carrera                                                               | País                   | Categoría UCI |
| --------------------------------------------------------------------- | ---------------------- | ------------- |
| Kumamoto International Road Race                                      | Japón                  | 1.2           |
| Tour de Hainan                                                        | China                  | 2.2/2.1/2.HC  |
| Tour de Seúl                                                          | Corea del Sur          | 1.2/2.2       |
| Tour de Taihu/Tour del Lago Taihu                                     | China                  | 1.2/2.2/2.1   |
| Japan Cup Cycle Road Race                                             | Japón                  | 1.1/1.HC      |
| Tour de Indonesia                                                     | Indonesia              | 2.2           |
| Tour de Okinawa                                                       | Japón                  | 2.2           |
| Tour del Mar de la China Meridional                                   | Hong Kong              | 2.2/1.2       |
| Tour de Siam                                                          | Tailandia              | 2.2           |
| Tour de Langkawi                                                      | Malasia                | 2.HC          |
| UAQ International Race                                                | Emiratos Árabes Unidos | 2.2           |
| Taftan Tour                                                           | Irán                   | 2.2           |
| Tour de Catar                                                         | Catar                  | 2.1/2.HC      |
| Tour de India I                                                       | India                  | 1.2           |
| Nashik Cyclothon-Tour de Mumbai I/Tour de India II                    | India                  | 1.1           |
| Mumbai Cyclothon/Mumbai Cyclothon-Tour de Mumbai II/Tour de India III | India                  | 1.2/1.1       |
| Tour de Omán                                                          | Omán                   | 2.1/2.HC      |
| Campeonatos Continentales de Asia                                     | Varios                 | CC            |
| Tour de Pakistán                                                      | Pakistán               | 2.2           |
| Kerman Tour                                                           | Irán                   | 2.2           |
| Tour de Taiwán                                                        | República de China     | 2.2/2.1       |
| Tour de Tailandia                                                     | Tailandia              | 2.2           |
| Doha G. P.                                                            | Catar                  | 1.1/1.2       |
| International Grand Prix (4 carreras independientes)                  | Catar                  | 1.2           |
| Test event Road Cycling Beijing 2008                                  | China                  | 2.2           |
| Cycling Golden Jersy                                                  | Catar                  | 2.2           |
| Tour de Filipinas                                                     | Filipinas              | 2.2           |
| Tour de Vietnam                                                       | Vietnam                | 2.2           |
| Tour de Fuzhou                                                        | China                  | 2.2           |
| Tour de Ijen                                                          | Indonesia              | 2.2           |

| Carrera                                                                                                  | País                   | Categoría UCI |
| --- | ---------------------- | ------------- |
| Vice President Cup                                                                                       | Emiratos Árabes Unidos | 1.2           |
| Emirates Cup                                                                                             | Emiratos Árabes Unidos | 1.2           |
| Tour de la Isla de Chongming                                                                             | China                  | 2.2           |
| Tour de Hong Kong Shanghai                                                                               | Hong Kong              | 2.2           |
| Melaka Chief Minister Cup/His Excellency Gabenor of Malacca Cup/Melaka Governor Cup                      | Malasia                | 2.2/1.2       |
| Tour de Corea/Tour de Corea-Japón/Tour de Corea                                                          | Corea del Sur          | 2.2           |
| Tour de Borneo                                                                                           | Malasia                | 2.2           |
| Jelajah Malaysia                                                                                         | Malasia                | 2.2           |
| Tour de Azerbaïjan/International Azerbaïjan Tour                                                         | Irán                   | 2.2           |
| Tour de Japón                                                                                            | Japón                  | 2.2/2.1       |
| President Tour of Iran/Tour of President/International Presidency Tour/Tour de Persian Gulf/Tour de Irán | Irán                   | 2.2           |
| Tour de Kumano                                                                                           | Japón                  | 2.2           |
| Tour de Singkarak                                                                                        | Indonesia              | 2.2           |
| Golan I                                                                                                  | Siria                  | 1.2           |
| Golan II                                                                                                 | Siria                  | 1.2           |
| Golan III                                                                                                | Siria                  | 1.2           |
| Polygon Tour de Yakarta                                                                                  | Indonesia              | 1.2           |
| Vuelta al Lago Qinghai                                                                                   | China                  | 2.HC          |
| Way to Pekin                                                                                             | Rusia                  | 2.2           |
| Tour de Delhi                                                                                            | India                  | 2.2           |
| Jelajah Negeri Sembilan                                                                                  | Malasia                | 2.2           |
| Tour de Milad du Nour                                                                                    | Irán                   | 2.2           |
| Tour de China/ Tour de China I y II                                                                      | China                  | 2.2/2.1       |
| Tour de Hokkaido                                                                                         | Japón                  | 2.2           |
| Tour del Este de Java                                                                                    | Indonesia              | 2.2           |
| Butra Heidelberg Cement Tour de Brunéi/Brunéi Butra Heidelberg Cement Tour                               | Brunéi                 | 2.2           |
| Al Khor GP                                                                                               | Catar                  | 1.2           |
| Losail GP                                                                                                | Catar                  | 1.2           |
| Messaeed GP                                                                                              | Catar                  | 1.2           |

- En rosa carreras que no se encuentran en los UCI Asia Tour en la temporada 2012-2013.

## Equipos
El equipo más destacado es el iraní Tabriz Petrochemical Team (con 5 títulos por equipos; y 4 con el ganador individual, 2 de ellos copando los 3 primeros puestos del UCI Asia Tour en alguna de sus ediciones). También ha tenido cierta importancia el taiwanés Giant Asia Racing Team (con 2 títulos por equipos; y 2 con el ganador y el segundo en la clasificación individual del UCI Asia Tour en alguna de sus ediciones). Todos ellos en categoría Continental.
Solo dos equipos han logrado estar una categoría superior, Profesional Continental, el equipo indonesio Wismilak International Team (que solo estuvo en activo en 2006 y no consiguió resultados destacados) y el chino Champion System Pro Cycling Team (ascendido a dicha categoría superior en 2012, pero solo activo hasta finales de 2013). 
Para la lista completa de equipos del UCI Asia Tour véase: Asia Tour